# La Princesse de Montpensier (film)
Pour les articles homonymes, voir La Princesse de Montpensier.
Pour plus de détails, voir Fiche technique et Distribution.
La Princesse de Montpensier est un film franco-allemand de Bertrand Tavernier, sorti en France le 3 novembre 2010.
Il s'agit d'un film historique inspiré de la nouvelle homonyme de Madame de La Fayette, dont l'action se déroule à l'époque des guerres de religion, s'achevant peu après la nuit de la Saint-Barthélemy. Le film présente donc l'histoire d'amour romancée entre le jeune Henri de Guise et Mlle de Mézière, contrainte d'épouser le prince de Montpensier, à la suite d'un accord politique entre leurs pères, le marquis de Mézières et le duc de Montpensier.
Il a été présenté en compétition à la sélection officielle du Festival de Cannes de 2010 sans obtenir de prix et a été sélectionné dans plusieurs catégories pour la 36e cérémonie des César de 2011 où il a obtenu le césar des meilleurs costumes.
Cette quatrième et dernière collaboration entre Bertrand Tavernier et Jean Cosmos pour le scénario a failli ne pas se réaliser en raison d'un manque de financement, dû au contexte économique de l'époque. Le film doit son existence à l'intervention du ministère de la Culture, conformément à la volonté personnelle du ministre Frédéric Mitterrand.

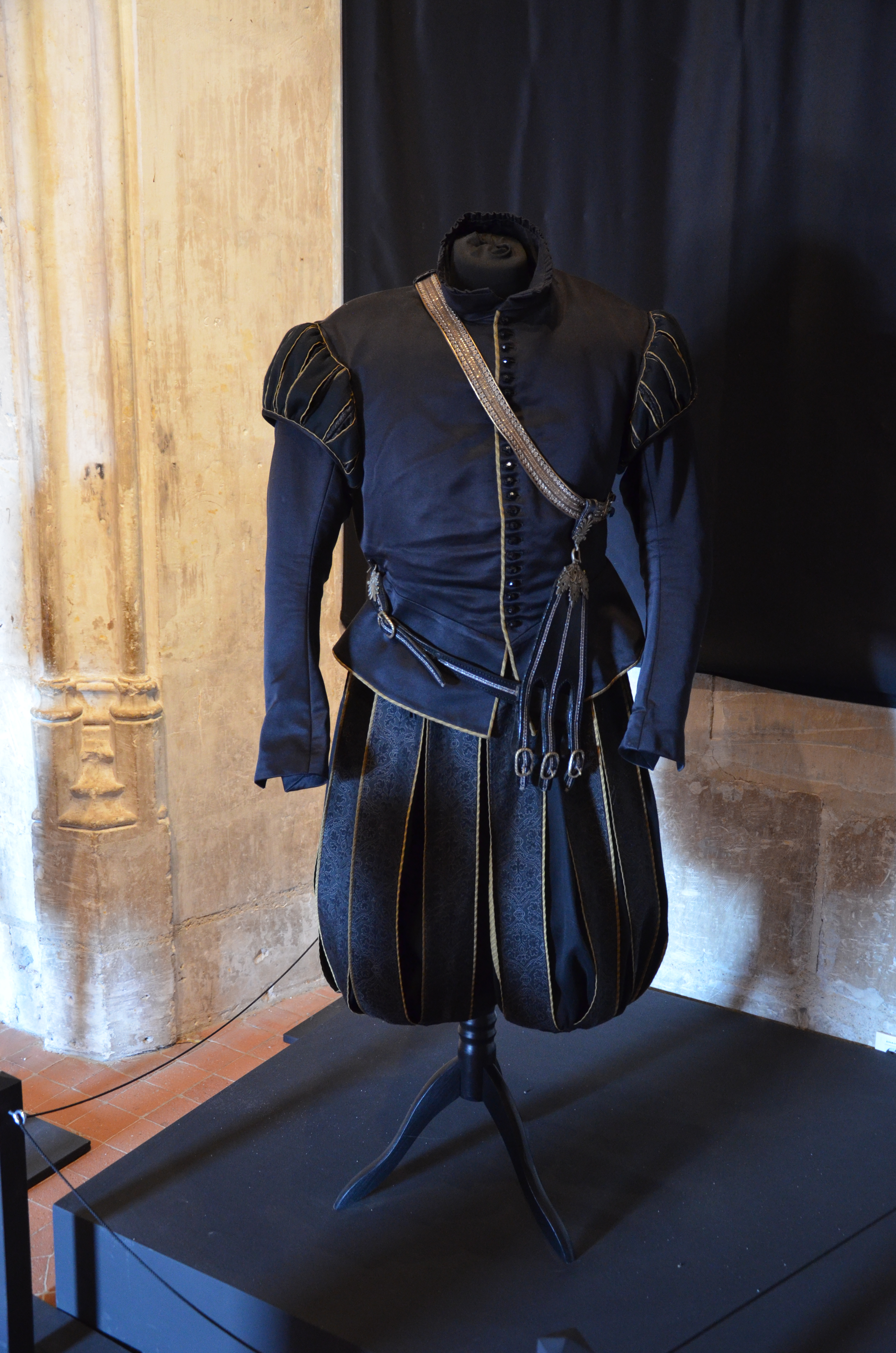
Costume du personnage de François de Chabannes dans le film.

L'équipe de tournage a pu disposer de plusieurs sites historiques classés, notamment dans la région Centre-Val de Loire, où se trouvent de nombreux châteaux de la Renaissance. Une partie du film a également été tournée dans le Massif central, au château de Messilhac, situé à Raulhac (Cantal).

## Contexte

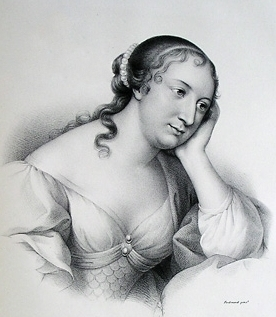
Madame de La Fayette.

L'action se déroule de 1567 à 1572, sous le règne de Charles IX, à un moment où Catherine de Médicis n'exerce plus la régence, mais détient encore une grande partie du pouvoir. Catherine et ses enfants sont confrontés aux affres des guerres de Religion, dont le massacre de la Saint-Barthélemy, dans la nuit du 24 août 1572 est l'événement emblématique.
L'action du film se déroule au sein d'un petit groupe d'aristocrates de haut rang, appartenant aux grandes familles de France : la Maison de Guise, branche cadette de la Maison de Lorraine et proche des souverains d'Écosse ; la maison de Bourbon-Montpensier, proche des Dauphins d'Auvergne ; la Maison de Valois qui règne alors sur la France, ici représentée par Henri de Valois, duc d'Anjou et futur roi de France.
L'essentiel des scènes du film se situe, au château du marquis de Mézières, puis dans le château de Philippe de Montpensier. Plusieurs scènes, dont l'entrevue avec Catherine de Médicis et le bal, se déroulent à la cour du Roi Charles IX, au palais du Louvre puis à l'hôtel des Montpensier et une des dernières scènes du film (l'adieu à Henri de Guise) se déroule au château de Blois.

## Synopsis
Le film s'ouvre sur la vue d'une campagne verdoyante et dévoile une scène de guerre propre au XVIe siècle. Des cavaliers apparaissent sur un champ de bataille où l'on découvre des corps jonchant le sol. Il s'agit du comte de Chabannes et de ses hommes qui poursuivent des fuyards. Le comte pénètre alors dans une maison isolée. Emporté par sa folie meurtrière, il transperce une femme enceinte avec son épée, puis sort de la maison pour nettoyer son arme souillée par le sang. À la suite d'une grande chevauchée dans la campagne, il déclare à son compagnon d'arme, Nicolas, qu'il renonce au combat. Quelques instants plus tard, des cloches sonnent la trêve et la fin des combats. Chabannes apprend ensuite qu'il est banni par les deux camps (royalistes et réformés) qui le considèrent comme un traître à leurs causes. Dès lors, il donne congé à Nicolas et part seul à travers la campagne. Il se retrouve près d'un arbre et, épuisé, finit par s' y endormir à son pied. Réveillé brutalement par des individus, vraisemblablement des brigands qui, le prenant pour un réformé, veulent le détrousser et le pendre, il ne doit la vie qu'à l'intervention subite de Philippe de Montpensier, prince de sang, qui fut autrefois son élève d'armes. Le comte de Chabannes lui avoue qu'il est ruiné, proscrit et déserteur, mais Philippe demande de l'accompagner dans sa route pour rejoindre son père qui a pris la décision de le marier.

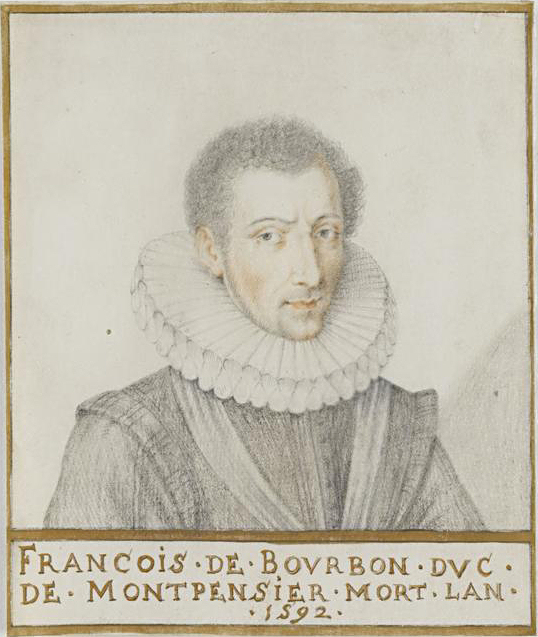
François (Philippe dans le film) de Monpensier.

Au château des Mézières, le duc de Montpensier après une longue et âpre discussion parvient à convaincre son ami, le marquis de Mézières, de marier sa fille, Marie, à son fils Philippe en lieu et place d'un membre de famille cadette de Lorraine plus connue sous le nom de « Maison de Guise ». Pendant ce temps-là, dans le jardin du château, Henri de Guise s'amuse à des jeux de passion et de baisers avec Marie de Mézières qu'il dénomme affectueusement Mariette. Autour d'eux, d'autres jeunes gens semblent s'égayer, dont Catherine et Charles, respectivement la jeune sœur et le frère cadet d'Henri. Sur ces entrefaites, Philippe et le comte de Chabannes parviennent à l'entrée du château. Un nouveau duel s'ensuit entre Henri et Philippe qui régulièrement s'organisent ce type de rencontres. Très rapidement le combat est interrompu par les aînés qui doivent les informer de leurs décisions. Marie, qui reste éloignée des conciliabules, s'inquiète. Henri de Guise, soutenu par son oncle le Cardinal de Lorraine, est outré de la décision de Mézières de préférer un Montpensier pour sa fille plutôt qu'un Guise (même s'il ne s'agit en réalité que de son frère cadet, Charles) et veut s'en prendre à Philippe mais Chabannes s'interpose et reçoit les foudres d'Henri. Le duc de Montpensier demande à son fils de garder le comte près de lui. Marie subit les violences de son père et les remontrances de sa mère afin qu'elle accepte de se marier avec Philippe de Montpensier. La nuit tombée, Marie va embrasser Henri dans son lit et lui avoue qu'elle a accepté ce mariage à ses parents.
Le mariage entre Marie et Philippe se déroule au château, suivi d'un repas assez terne, essentiellement composé d'anguilles. Marie est préparée pour sa "nuit de noces" pendant que les pères respectifs attendent en jouant aux échecs. Une duègne apporte ensuite les couches de Marie pour prouver que l'acte de défloraison a bien été effectué par les jeunes mariés. Dès lors les deux hommes se félicitent. Le lendemain, accompagné par le comte de Chabannes, Marie et son nouvel époux quittent le château de Mézières pour celui de la famille de Montpensier qui est désormais la sienne. Lors d'une halte, Chabannes échange quelques propos sur ses faits d'armes durant la guerre, sa décision de suivre l'armée protestante de Condé, puis son retournement et son crime d'avoir tué « au nom du Christ » une femme enceinte l'obligeant, par dégoût, d'abandonner le combat. Marie découvre avec inquiétude son nouveau château (dénommé Montsurbrac dans le film), présenté comme « rustique » par Philippe. Elle choisit, pour elle, une chambre donnant sur le lever du Soleil.

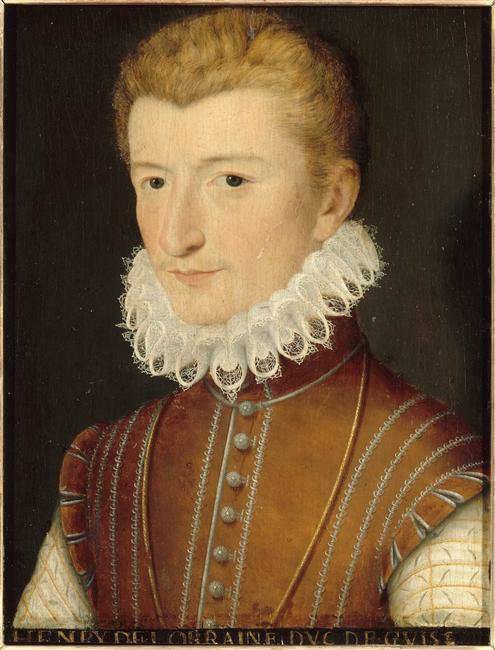
Henri de Guise.

La mère de Philippe est malade, mais son époux, le duc de Montpensier décide cependant de rentrer à Paris avec elle. Philippe doit le suivre et quitter Marie à la demande du roi. Avant de quitter le château, le comte de Chabannes lui prodigue quelques conseils, en échange Philippe parle de plaider sa cause à la cour et lui demande d'assurer l'instruction de Marie, devenue la princesse de Montpensier et qui le jour venu devra assurer son rang à la cour. Cours de latin, d'écriture et d'astronomie (il faut comprendre en fait l'astrologie) sont prodigués à Marie par le comte, entraînant celle-ci dans des digressions d'ordre philosophique. Profitant d'une sortie où ils cueillent ensemble du céleri sauvage, Marie questionne Chabannes sur l'amour et lui avoue sa propre souffrance.
Pendant ce temps-là, la guerre fait rage. Henri de Guise et Philippe de Montpensier se battent vaillamment dans le sang et la poussière. S'emparant de la bannière des Condé, ils clament leur victoire sur les hérétiques. Henri profite de la fin des combats pour évoquer Marie à Philippe, celui-ci s'éloigne sans répondre. Au château de Montsurbrac, après avoir assisté de façon furtive aux ébats de sa servante Jeanne, Marie évoque le péché avec Chabannes. Celui-ci lui déclare ne pas être son confesseur et finit même par lui avouer son amour, Marie le remet à sa place et lui pardonne aussitôt ses mots. Dès lors, la conversation se déplace sur la poésie... Quelque temps après, un colporteur arrive au domaine des Montpensier et donne des nouvelles de la guerre aux gens du château, annonçant la victoire d'Henri de Guise et la déroute de Gaspard II de Coligny et de ses troupes réformées. On assiste ensuite à la découpe d'un sanglier par les paysans du domaine et Marie est conviée à y participer. Tout ce sang entraîne une conversation avec son précepteur sur le sang du Christ, la religion et la Foi qui entraîne cette phrase de Chabannes : « il ne faut pas comprendre, il faut croire ». Réclamé par Philippe, le comte de Chabannes doit quitter le château. Avant de partir, celui-ci demande à Marie d'écrire régulièrement à son époux.
Après avoir rejoint Philippe qui se plaint de sa condition, Chabannes l'accompagne jusqu'au campement du prince Henri, duc d'Anjou, frère du roi de France. Alors qu'un orage se déchaîne sur le campement, Philippe de Montpensier découvre le prince royal, en train de suivre des cours de polonais avec un précepteur car celui-ci est pressenti par sa famille pour prétendre au trône de Pologne. Le Valois fait aussitôt suspendre la leçon et se réjouit à Philippe de sa venue tout en se plaignant du risque de subir (pour lui-même) un mariage arrangé, mais Philippe ne réagit pas. À son tour, Henri de Guise, défraîchi, fait son apparition dans la tente du prince royal pour annoncer la trêve. Henri de Valois s'enquiert de sa mauvaise mine et celui-ci se plaint d'avoir assisté à l'agonie de son compagnon d'armes, puis quitte la tente du prince. Le duc d'Anjou demande alors à Philippe de présenter l'homme qui l'accompagne. François de Chabannes s'exécute. Le prince royal semble douter quelque peu de la sincérité du revirement du comte, mais décide tout de même de lui donner sa confiance. Ensemble, ils partagent une bouteille de bon vin.
Philippe, accompagné de Chabannes, rentre au château et retrouve Marie. Montpensier la couvre de compliments pendant que Marie lui demande si la guerre est finie ce que Philippe semble croire. Ils se retrouvent seuls dans leur chambre et Marie semble se défiler à ses caresses. Philippe pense alors que la guerre les a trop longtemps séparés. Il part retrouver Chabannes et tous deux devisent sur Marie. Philippe exige que Chabannes appelle Marie par son titre de princesse et uniquement par son titre.
Un matin, un courrier du père de Philippe, le réclamant à Paris, arrive au château de Montsurbrac. Chabannes l'apporte dans la chambre des époux alors qu'ils sont tous les deux nus et enlacés dans leur lit. Chabannes semble gêné et Marie semble ravie. Philippe lit la lettre et évoque son retour à la cour.

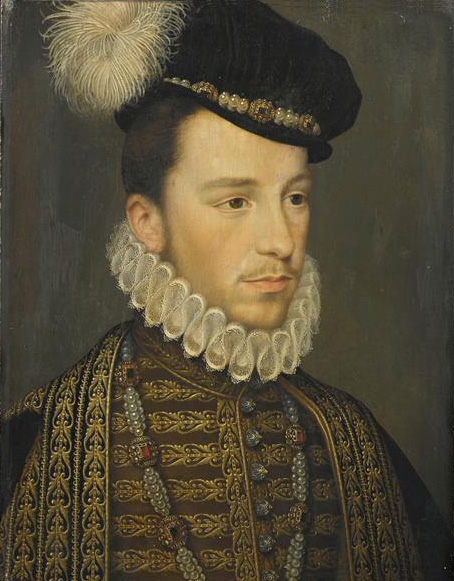
Henri, duc d'Anjou, frère cadet du roi.

Le duc d'Anjou et Henri de Guise chevauchent dans la campagne du domaine des Montpensier. Passant près d'une petite rivière, ils découvrent Marie sur une barque. Le prince royal se rend compte que son cousin Henri la connait et ne semble pas indifférent à son charme et lui demande son nom. Anjou demande à être présenté à Marie et la barque s'approche. Le prince se hisse dans l'embarcation, trébuche et reconnait avoir été troublé par la beauté de la jeune femme. Celle-ci l'invite au château et chemin faisant, ils devisent sur la chasse. Les cinq personnages principaux du film, c'est-à-dire, le comte de Chabannes, le duc d'Anjou, le duc de Guise, Philippe de Montpensier et son épouse Marie se retrouvent autour d'un repas. Henri de Guise en profite pour interpeller Chabannes sur son revirement et « son expérience avec les hérétiques ». Le comte répond qu'il a vu autant de bravoure et de cruauté chez les catholiques et les hérétiques et qu'il a donc pris la décision de se retirer des combats. Henri d'Anjou annonce que Chabannes est « homme de sentiment », alors que Guise est « homme d'impulsion ». Le duc de Guise rétorque qu'il reste toujours fidèle à ses sentiments et à son « cœur qui ne l'a jamais trompé ». Marie, interrogée à son tour par le frère du Roi se dit trop incertaine pour se prononcer. Celui-ci lui avoue alors ses sentiments pour elle durant le repas. Ayant regagné la chambre de son épouse, Philippe réprimande cette dernière pour son attitude qu'il considère comme suspecte, notamment vis-à-vis de Guise, Marie lui reproche son injustice envers elle, et évoque le hasard d'une rencontre. Philippe argumente sur le fait que Marie ne lui a pas souri durant le repas. En sortant, il confie son dépit à Chabannes, puis il rencontre Henri d'Anjou qui veut lui parler.
Le lendemain matin du repas, Philippe passe devant la chambre de son épouse, pose son oreille à la porte puis descend l'escalier de son château et part à cheval. Marie se lève à son tour et vient se plaindre auprès de Chabannes de l'attitude de son époux. Après quelques échanges elle reconnait qu'après avoir été heureuse de les accueillir tous, elle serait désormais heureuse de les voir tous repartir... Chevauchant dans la forêt, Henri d'Anjou explique à Guise qu'il a compris son sentiment envers la princesse de Montpensier. Henri de Guise le nie mais le prince royal ne change pas d'avis et s'en va en le menaçant. Pendant ce temps là, le duc de Montpensier qui vient de perdre son épouse, mais songe à se remarier très vite exige la venue de son fils Philippe et surtout de sa bru, Marie, auprès de lui à Paris. La princesse de Montpensier est obligée d'obéir et craint de retrouver le duc de Guise à la cour du Roi.
À peine arrivée au Louvre, Marie croise Henri de Guise qui vient lui apprendre, ainsi qu'à son époux, le mariage du duc de Montpensier, désormais veuf, avec Catherine la propre sœur d'Henri de Guise. Le Duc arrive alors, mais un peu tard, pour apprendre la nouvelle à sa famille, son fils Philippe semble plutôt contrarié. Catherine, la sœur d'Henri de Guise en est encore plus contrariée et se confie, en larmes, à Marie qui, se souvenant sans doute des recommandations de sa mère, lui explique que c'est le métier d'une femme de son rang que d'obéir. Les pleurs de Catherine se transforment alors vite en rires, à l'idée que Marie va désormais être obligée de l'appeler « ma mère ». Survient ensuite Henri d'Anjou qui annonce à Marie que sa mère, Catherine de Médicis, la recevra en audience le lendemain. Il en profite adroitement pour lui avouer ses sentiments.

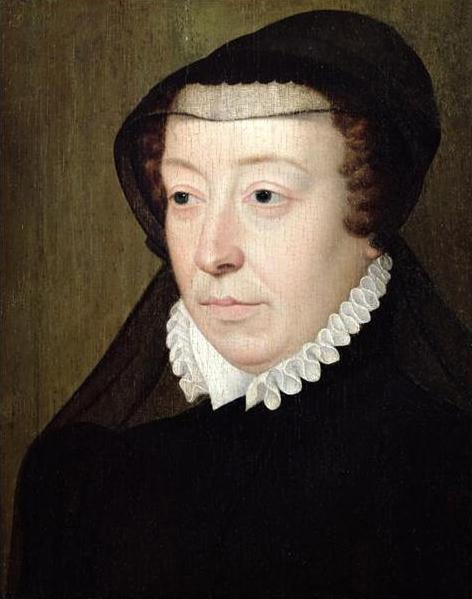
Catherine de Médicis.

Une nouvelle journée commence. Dans l'attente d'être reçue par la reine-mère, Marie rencontre dans l'antichambre le duc de Guise qui lui parle avec tendresse mais qui ne peut pas en dire plus car il est surpris par Philippe qui le provoque en duel. Quelques assauts s'ensuivent (on s'aperçoit que Guise est gaucher), mais ils sont très vite interrompus par Henri d'Anjou, alerté par Marie. Il les menace du pire châtiment s'ils ressortaient l'épée l'un contre l'autre. Il leur propose à chacun un poste pour les éloigner. Enfin reçu en audience par la reine, entourée par son célèbre escadron volant de jeune filles, Marie apprend de la bouche même de Catherine de Médicis, qu'elle sait tout d'elle, puis devise sur l'astrologie et le thème astral de la princesse en ces termes : 
« Il y a deux puissances contraires sur vous : Saturne et Vénus. Droiture, la tête, la loi d'un côté. Désir, sensualité, le corps de l'autre. Qui va gagner ? »
Durant la discussion, on entend le roi, Charles IX tousser derrière un paravent, mais, malade, il reste en retrait. La reine lui avoue ensuite que Marguerite, sa fille et sœur du roi et d'Henri d'Anjou, veut épouser le duc de Guise, ce qu'Henri de Guise récusera quelque temps après, une fois l'audience de Marie terminée. Tous deux se cachent sous un escalier, s'embrassent, mais Marie prend la fuite. Peu de temps après, elle rencontre Chabannes et lui recommande, par plaisanterie, de se faire prêtre, voire confesseur. Elle lui évoque la reprise de ses relations avec Guise mais elle lui avoue ne pas vouloir lui céder. Chabannes la met aussitôt en garde et lui recommande d'oublier Henri de Guise. Elle le lui promet.
Un grand bal a lieu à la cour du Roi. Tous les protagonistes de cette histoire sont présents. À la recherche de son épouse, Philippe est interrompu par Catherine, qui veut faire gagner du temps à Marie qui, elle, se lance à la recherche du duc de Guise pour lui donner rendez-vous, mais elle se trompe, car plusieurs participants au bal portent les mêmes déguisements à la Turque avec un turban et un masque leur cachant le visage. Dans sa méprise elle confond Henri d'Anjou avec Henri de Guise qui, mécontent, reçoit le message et comprend le quiproquo sans rien dire à Marie. Courroucé, le frère du roi prend Guise à partie et lui déclare se sentir outragé de le savoir entreprenant avec sa sœur Marguerite et Marie. Il s'adresse ensuite à Marie en empêchant, par sa garde, à Philippe de s'approcher d'elle. Il lui déclare la fourberie de Guise qui lui préfère Marguerite. Fou de jalousie et se sentant humilié (mais ne sachant pas exactement pourquoi) Philippe veut frapper Marie et Chabannes l'en empêche. Furieux, Philippe décide de renvoyer Marie à leur château, dès le lendemain et demande à Chabannes de poster des gardes et un chien pour surveiller la grille d'entrée de leur hôtel particulier parisien où logent Marie, Philippe et leurs gens pour cette nuit. Le comte sort dans les jardins pour faire exécuter ses ordres et tombe sur Henri de Guise qui le menace de sa dague car il veut absolument parler à Marie. Chabannes l'informe que si la princesse veut lui parler, elle posera une lumière à sa fenêtre, puis il quitte le duc et court en informer Marie qui décide d'allumer des bougies. Elle hésite cependant à laisser ces lumières devant sa fenêtre. Henri de Guise s'introduit alors dans le bâtiment, tue le chien de garde, qui en hurlant réveille Philippe, puis monte dans la chambre de Marie et lui avoue son amour en dénonçant la duplicité d'Anjou qui a profité de la méprise de Marie pour la déstabiliser. Soudain, Chabannes fait irruption dans la chambre et demande alors à Guise de sortir car Philippe de Montpensier arrive. Guise s'exécute et disparaît. Philippe après avoir forcé la porte de son épouse découvre celle-ci en compagnie de Chabannes. Il se méprend sur l'attitude de son ami et le chasse. Philippe retourne ensuite dans sa chambre, puis, le calme revenu, Guise retourne voir Marie et ils font l'amour.

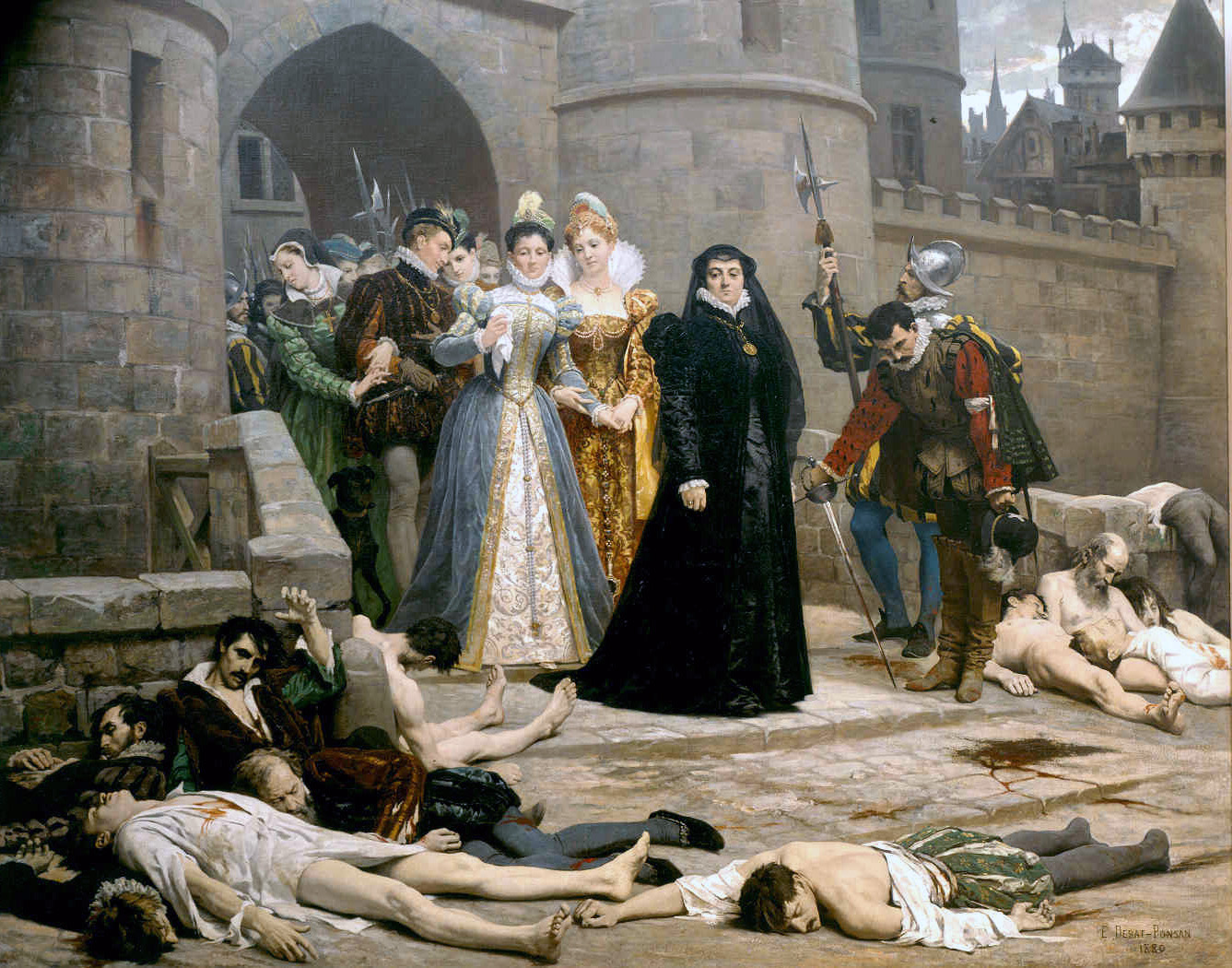
Le lendemain du massacre de la Saint-Barthélemy, représentation du XIXe siècle.
Un matin devant la porte du Louvre, huile sur toile d'Édouard Debat-Ponsan, 1880, Clermont-Ferrand, musée d'art Roger-Quilliot.

Marie décide de rentrer seule, à cheval, au château de Montsurbrac, et à la demande de Philippe lui promet de lui envoyer une lettre chaque semaine. Pendant ce temps là, Chabannes trouve refuge dans une auberge. Il y écrit une lettre pleine de compassion et de conseils à Marie alors que dans Paris on se prépare à un massacre. En cette nuit du 24 août 1572 commence le massacre de la Saint-Barthélemy. Des hommes en armes, commandés par le Duc de Guise, instigateur du carnage s'introduisent dans des maisons repérées comme étant celles de protestants et y tuent les habitants. Alors que François de Chabannes tente de quitter Paris, il empêche des hommes de Guise de tuer une femme enceinte et meurt à son tour. Au matin, Philippe retrouve son cadavre dans la rue et la lettre qu'il adressait à Marie. Il prend la décision de rentrer en son château à bride abattue. Il retrouve Marie et lui annonce le départ d'Henri d'Anjou pour la Pologne et la mort de Chabannes. Il lui donne la lettre qui lui était destinée en l'informant également du mariage d'Henri avec la princesse de Clèves. Le contrat de mariage doit être signé le lendemain à Blois. Marie décide de se rendre au mariage. Philippe sort de la chambre de son épouse et pleure devant sa porte et Marie l'écoute : si celle-ci décide de se rendre à Blois pour revoir le duc de Guise, c'est un motif de rupture entre eux.

Le lendemain, Marie est au château de Blois. Elle y rencontre Henri de Guise pour lui annoncer qu'elle est prête à rompre les liens du mariage avec Philippe de Montpensier, pour le rejoindre, mais Henri se dérobe et lui explique qu'il est engagé avec Madame de Clèves. Marie comprend la lettre de Chabannes qui lui annonçait la traîtrise de Guise et le lui fait remarquer. Marie quitte Blois et dans sa chevauchée elle repense à la lettre de son précepteur : 
« Ayant perdu l'estime de votre mari et le cœur de votre amant, au moins vous restera la parfaite amitié de François, comte de Chabannes. »

La dernière scène du film nous présente la princesse Marie de Montpensier, habillée de noir, s'inclinant sur la tombe du comte François de Chabannes. Tout en se déclarant intérieurement : 
« comme François de Chabannes s'était retiré de la guerre, je me retirai de l'amour »
 Puis elle s'éloigne ensuite dans un paysage enneigé, sous un soleil éclatant d'hiver, espérant encore en pensée, que sa vie soit brève.

## Fiche technique
Sauf indication contraire, les informations mentionnées dans cette section peuvent être confirmées par la base de données cinématographiques IMDb,  présente dans la section « Liens externes ».
- Titre original : La Princesse de Montpensier
- Titre allemand : Die Prinzessin von Montpensier
- Réalisation : Bertrand Tavernier
- Scénario : Bertrand Tavernier, Jean Cosmos et François-Olivier Rousseau, avec les dialogues de Jean Cosmos, d'après la nouvelle homonyme de Madame de La Fayette
- Musique : Philippe Sarde
- Décors : Guy-Claude François
- Costumes : Caroline de Vivaise
- Photographie : Bruno de Keyzer
- Son : Olivier Dô Huu, Olivier Schwob, Elisabeth Paquotte
- Montage : Sophie Brunet
- Production : Éric Heumann, Frédéric Bourboulon et Laurent Brochand
- Sociétés de production[4] :
  - France : Paradis Films, en coproduction avec Studiocanal, France 2 Cinéma et France 3 Cinéma, avec la société de production associée Outsider Productions, avec la participation de Canal+, CinéCinéma et France Télévisions, en association avec Cinémage 4 et la Banque Postale Image 3 et le CNC, avec le soutien de la région Auvergne, le Centre images - région Centre et le programme MEDIA de l'Union Européenne
  - Allemagne : en coproduction avec Pandora Filmproduktion, en association avec Filmförderungsanstalt (FFA)
- Sociétés de distribution[5] : Studiocanal (France) ; StudioCanal Germany (Allemagne) ; Universal Pictures (Belgique) ; Axia Films Inc. (Québec) ; Frenetic Films (Suisse romande)
- Budget : 12 882 453 €[6]
- Pays de production :  France,  Allemagne
- Langue originale : français
- Format[7] : couleur - 35 mm / D-Cinema - 2,35:1 (Cinémascope) - son DTS | Dolby Digital
- Genre : historique, action, drame, romance
- Durée : 139 minutes
- Dates de sortie[8] :
  - France : 16 mai 2010 (Festival de Cannes) ; 3 novembre 2010 (sortie nationale)
  - Allemagne : 29 juin 2010 (Festival du film de Munich) ; 27 octobre 2011 (sortie nationale)
  - Belgique, Suisse romande : 3 novembre 2010[9],[10]
  - Québec : 29 avril 2011[11]
- Classification[12] :
  - France : tous publics[13]
  - Allemagne : interdit aux moins de 12 ans (FSK 12)
  - Belgique : tous publics (Alle Leeftijden)[9]
  - Suisse romande : interdit aux moins de 12 ans[14]
  - Québec : tous publics - déconseillé aux jeunes enfants (G - General Rating)[11]

## Distribution
- Mélanie Thierry : Marie, en réalité Renée d'Anjou, marquise de Mézières, princesse de Montpensier[réf. nécessaire], surnommée Mariette
- Gaspard Ulliel : Henri de Lorraine, duc de Guise, surnommé le Balafré
- Grégoire Leprince-Ringuet : Philippe, prince de Montpensier, en réalité François de Bourbon, dauphin d'Auvergne
- Raphaël Personnaz : Henri de France, duc d'Anjou
- Lambert Wilson : le comte François de Chabannes
- Michel Vuillermoz : le duc de Montpensier, le père de Philippe
- Judith Chemla : Catherine de Lorraine, duchesse de Montpensier
- Philippe Magnan : le marquis de Mézières, en réalité Nicolas d'Anjou-Mézières
- Jean-Pol Dubois : le cardinal de Lorraine
- César Domboy : le duc de Mayenne
- Anatole de Bodinat : le duc de Joyeuse
- Eric Rulliat : le comte de Quélus
- Samuel Theis : La Valette
- Florence Thomassin : la marquise de Mézières, en réalité Gabrielle de Mareuil-Mézières
- Christine Brücher : la duchesse de Montpensier
- Evelina Meghnagi (it) : Catherine de Médicis
- Charles Petit : Nicolas
- Joséphine de La Baume : Jeanne, la suivante
- Jean-Yves Roan : le colporteur
- Nathalie Krebs : la duègne de Marie
- Alain Sachs : l'aubergiste
- Tomasz Białkowski (pl) : le professeur de polonais
- Jean-Claude Calon : le tailleur du duc
- Catherine Bris : la duègne de Catherine

Principaux acteurs du film
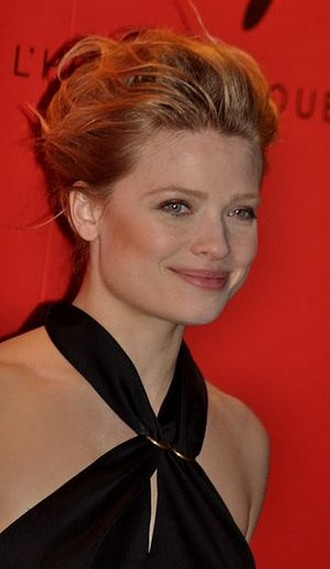
Mélanie Thierry
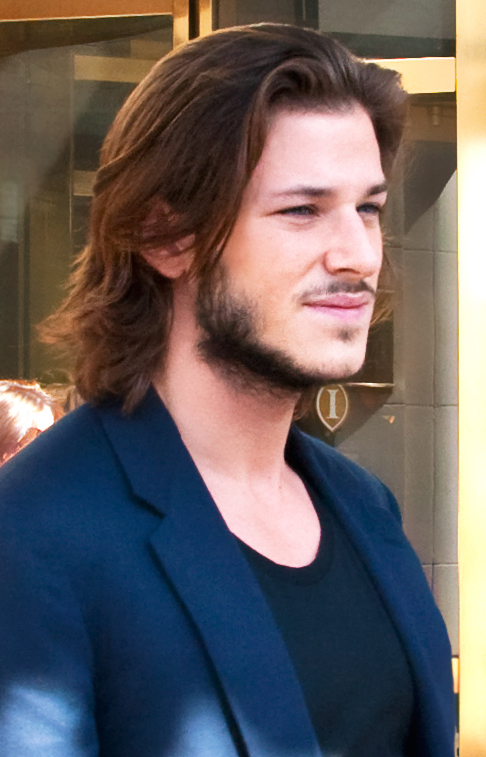
Gaspard Ulliel
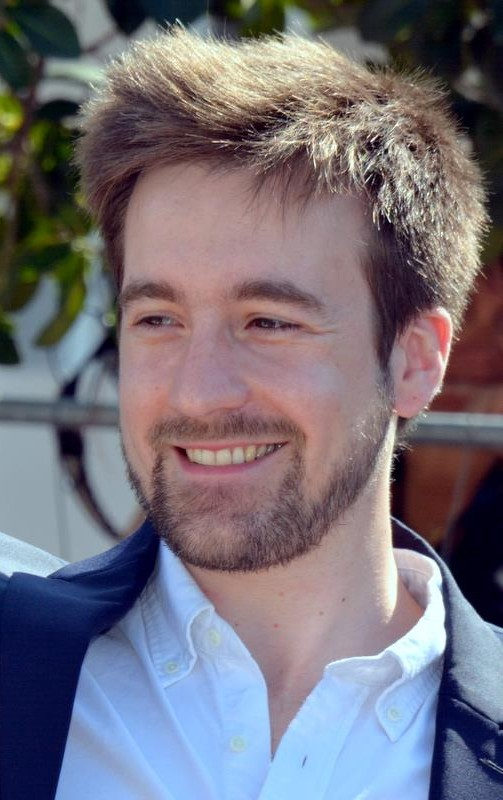
Grégoire Leprince-Ringuet
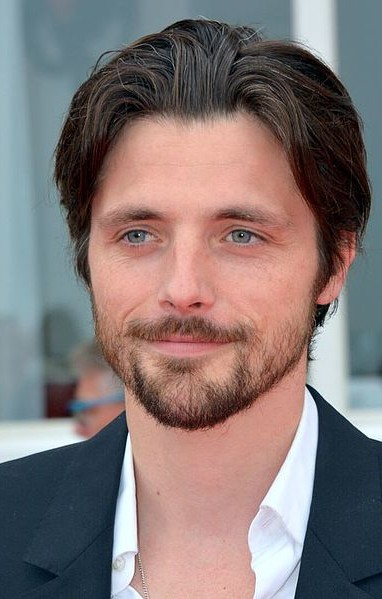
Raphaël Personnaz
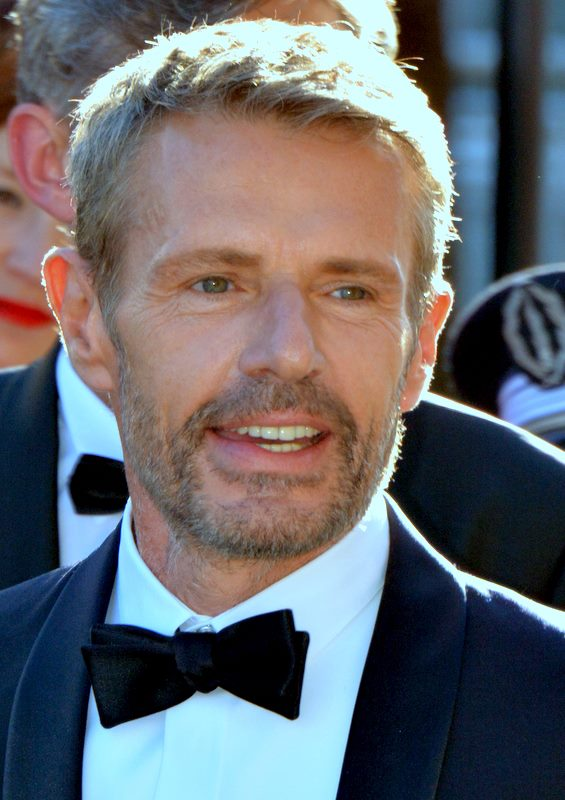
Lambert Wilson
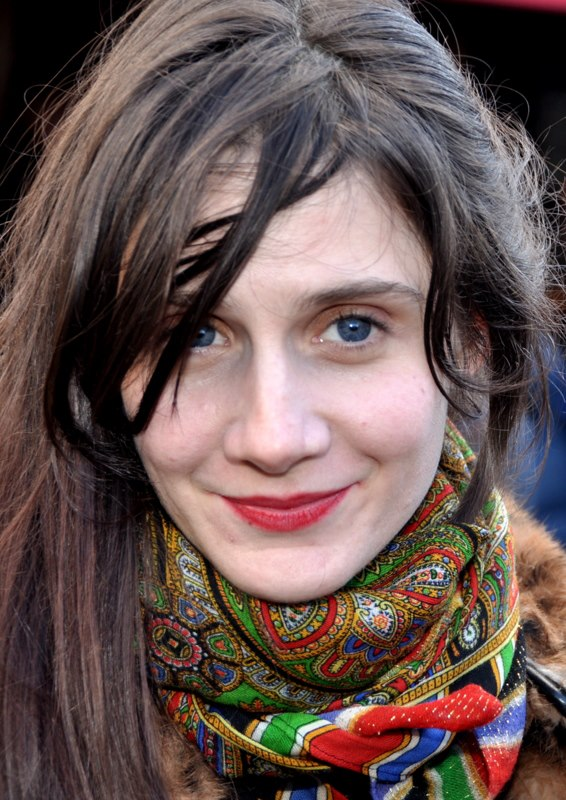
Judith Chemla
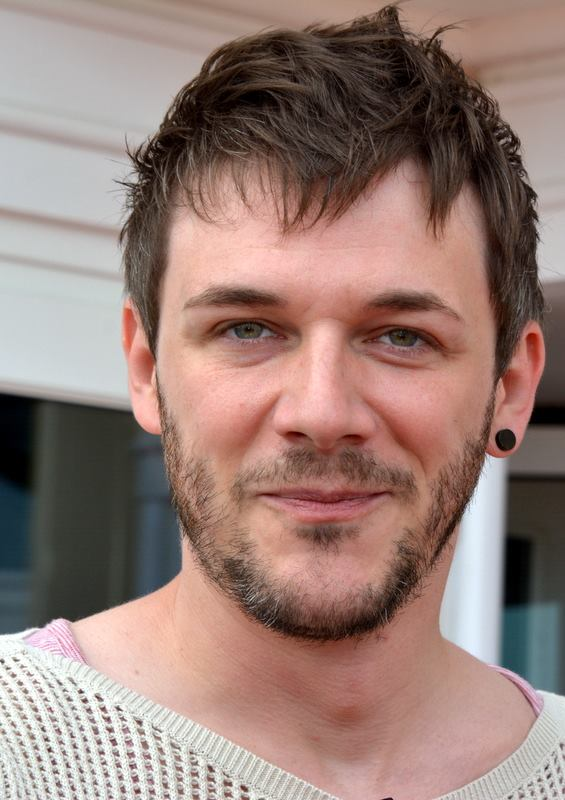
Samuel Theis
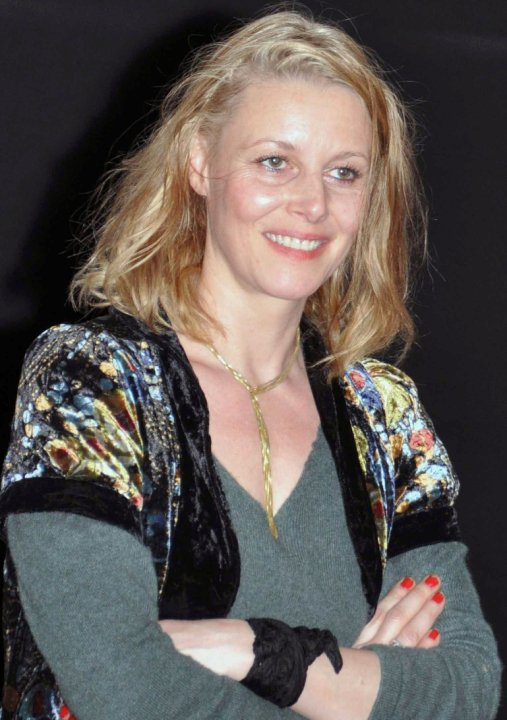
Florence Thomassin
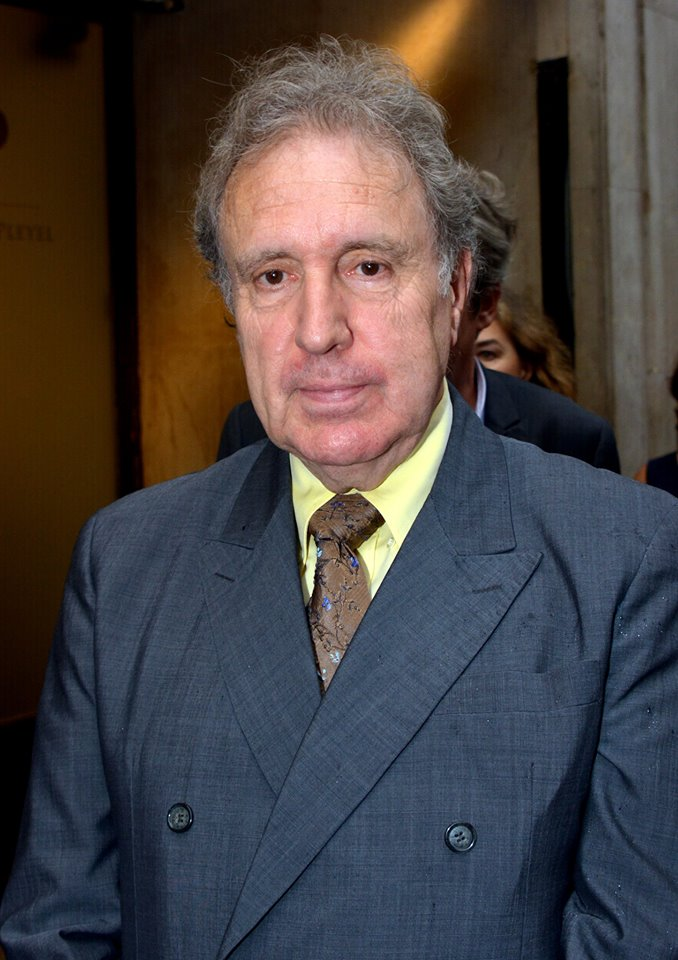
Philippe Magnan
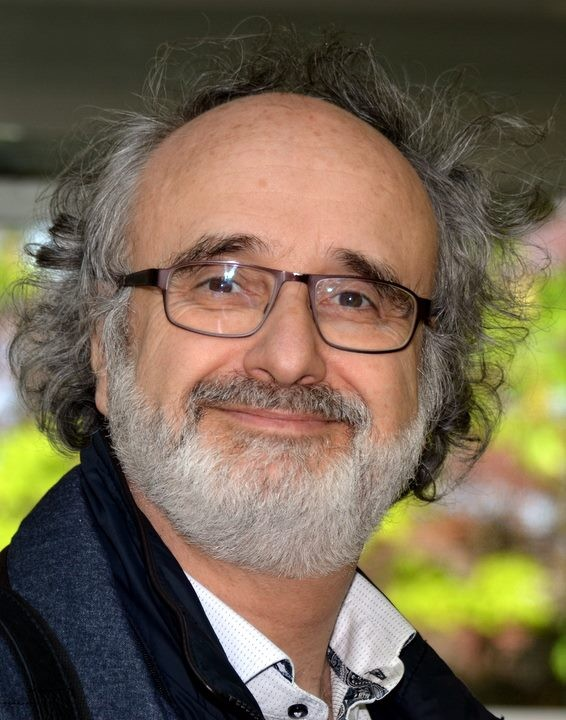
Alain Sachs

## Personnages
- Marie, la princesse de Montpensier

Personnage central du film, Marie est une jeune fille de son temps, âgée d'une vingtaine d'années. Aristocrate de haut rang, elle a été mariée par sa famille contre sa volonté avec un homme de son statut, alors qu'elle en espérait un autre. Elle hésitera longtemps entre son devoir et sa passion et sera finalement trahie par l'homme à l'origine de cette passion.
- Philippe, le prince de Montpensier

Son époux, âgé lui aussi d'une vingtaine d'années, très physique, quelque peu effacé mais qui s'affirmera durant le film en tant que mari jaloux et possessif. Il est également très soucieux de son statut. Il défend la cause catholique dans le camp royal, sans état d'âme. Il agira avec une certaine inélégance vis-à-vis de Marie quand il lui intimera l'ordre de rompre leurs vœux si Marie allait, de nouveau, rendre visite à Henri de Guise.
- Henri, le duc de Guise

Son amant, jeune et fougueux, du même âge que les deux personnages précédents, n'hésite pas à monter au combat, ni même à se battre dans des duels sans fin pour le plaisir. Il a une haute considération pour sa personne et son destin, et n'hésite pas à sacrifier son amour pour Marie afin d'assouvir ses ambitions.
- François, comte de Chabannes

Son précepteur et confident, homme d'une cinquantaine d'années, le comte a vécu une vie de guerre et de rapines, et est usé par cette carrière sanglante. Il est, lui aussi, amoureux de la princesse mais d'un amour mesuré empreint de considération, d'estime et de bienveillance. La princesse n'oubliera jamais cet homme qui a su la comprendre et qui se sacrifiera pour elle.
- Henri, le duc d'Anjou

Frère du Roi de France, âgé d'une vingtaine d'années. Il est un homme puissant et rusé, mais aussi ambigu, qui aime bien le faire savoir jusqu'à menacer ses amis. Il aimera Marie dès la première seconde, mais son statut l'empêchera d'être aussi proche d'elle qu'il le désirerait.

## Production

### Genèse du film

#### Avant projet

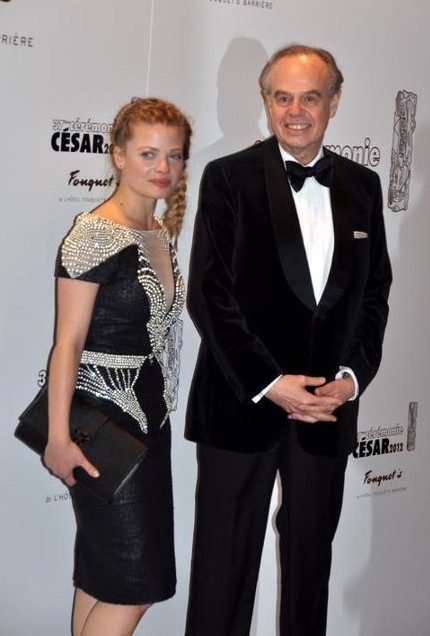
Frédéric Mitterrand (ici en compagnie de Mélanie Thierry, actrice du film) intervint en tant que ministre afin que ce film puisse obtenir son financement.

L'idée de produire un film d'après la nouvelle de Madame de Lafayette a été initiée par le producteur Éric Heumann au sein de la société Paradis Films. Il s'agit donc de l'un des rares films de Bertrand Tavernier sur lequel il n'a pas été impliqué dès le début. Lorsque celui-ci rejoint le projet, une première adaptation de la nouvelle avait en effet déjà été écrite par François-Olivier Rousseau à la demande d'Éric Heumann.

#### Reprise du projet
Après avoir tourné un film aux États-Unis, en plein pays cajun, et dont le scénario était déjà une adaptation d'un roman célèbre dans son pays, Bertrand Tavernier décide de revenir en France pour tourner un film de cape et d'épée dans la tradition des Trois Mousquetaires et du Capitaine Fracasse, si chère aux années 1960 et dont Tavernier voulait absolument reprendre le style mais en soignant les dialogues, les décors, les costumes et la photographie. Son choix se portera plus précisément sur le XVIe siècle, époque qu'il n'avait pas encore abordée dans ses réalisations antérieures et dont le cadre des guerres de religion permettra de présenter des scènes de combats épiques et violents.
Le réalisateur trouvera l'occasion de concrétiser ce choix en rejoignant le projet d'adaptation de la nouvelle de Madame de Lafayette en cours de développement au sein de la société de production Paradis Films qui se chargera du recrutement de 140 figurants. Il réécrit alors une adaptation, avec son co-scénariste habituel Jean Cosmos, à partir d'une première version du scénario écrite par François-Olivier Rousseau.
À la suite de nombreuses difficultés d'ordre financier, le tournage a dû subir de notables interruptions, voire risquer de rester inachevé. Le film doit beaucoup sa production à l'intervention de Frédéric Mitterrand, alors ministre de la Culture du gouvernement de François Fillon.
Dans une interview accordée en 2010 au Film français, le ministre reconnaît la crise financière que subit le cinéma français en raison de la conjoncture économique. Il reconnaît également durant l'entretien avoir procédé au mois d'août 2009 au financement du film, afin de « sauver Bertrand Tavernier d'un accident industriel ». Frédéric Mitterrand relatera cet épisode dans son livre La Récréation, où il indique à la date du 17 août : « Victoire, la princesse de Montpensier est sauvée. Le tournage peut commencer. ».

### Financement
Les principaux organismes privés et publics ayant financé ce film sont : Paradis Films (producteur délégué), Studio Canal, France 2 Cinéma, France 3 Cinéma (coproducteurs), Outsider Productions (producteur associé), Pandora Film (producteur étranger), avec l'aide du CNC, du programme Média de l'Union européenne, du FFA (organisme fédéral allemand) et de la région Auvergne.
Selon le site BFM Business, le film a bénéficié d'une avance sur recette, financée par le CNC, organisme public. Ce procédé ayant entraîné une polémique sur le montant du remboursement de l'avance pour ce type de film, dit « à grand budget ». Sorti en 2010, ce film n'a pas été classé dans la liste des productions ayant atteint leurs seuils de rentabilité.

### Tournage
Le procédé de prise de vues et de projection de ce film est le CinemaScope, sans effets spéciaux, ni étalonnage numérique.
Bertrand Tavernier privilégie des scènes cavalières, sans épargner l'usage de terrains accidentés et de course à cheval afin de suggérer l'effort des comédiens, la caméra étant utilisée en contre-plongée pour, selon le réalisateur, « donner un effet de grandeur ». Les dialogues entre comédiens juchés sur des chevaux est également favorisée.
Ce film a été tourné sur une durée de huit semaines, principalement durant l'automne 2009, en grande partie au château de Messilhac, édifice situé dans le département du Cantal, à la frontière avec l'Aveyron. Certaines pièces visitables du château sont reconnaissables dans le film. On peut citer, entre autres, la cuisine, le grand salon ou la chambre de la reine, pièce dans laquelle il reste encore, en 2018, quelques éléments décoratifs du tournage. Paradis Films engagera 140 figurants pour le tournage.
De très nombreuses scènes furent également tournées dans la région Centre-Val de Loire : au palais Jacques-Cœur de Bourges, à l'abbaye de Noirlac à Bruère-Allichamps, au château de Meillant dans le Cher, au château de Blois dans le Loir-et-Cher, dans la ville de Chinon en Indre-et-Loire.
Le tournage s'est également déroulé au château du Plessis-Bourré à Écuillé en Maine-et-Loire, ainsi que dans le village aveyronnais de Lacalm. La dernière scène du film, sans dialogue, est tournée autour et dans la petite église de Saint-Julien-de-Chanet.

Principaux sites de tournage du film
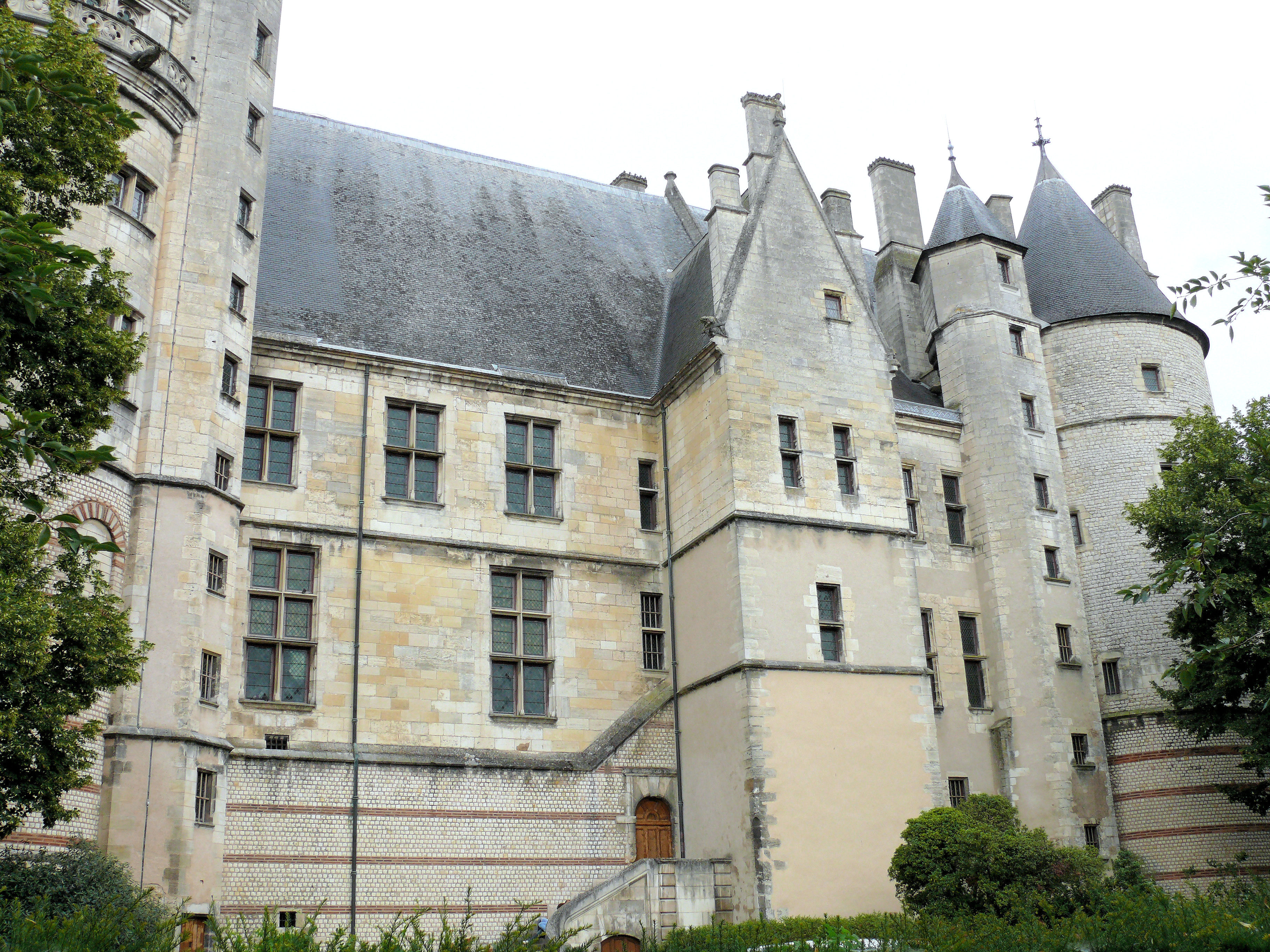
Palais Jacques-Cœur (Bourges)
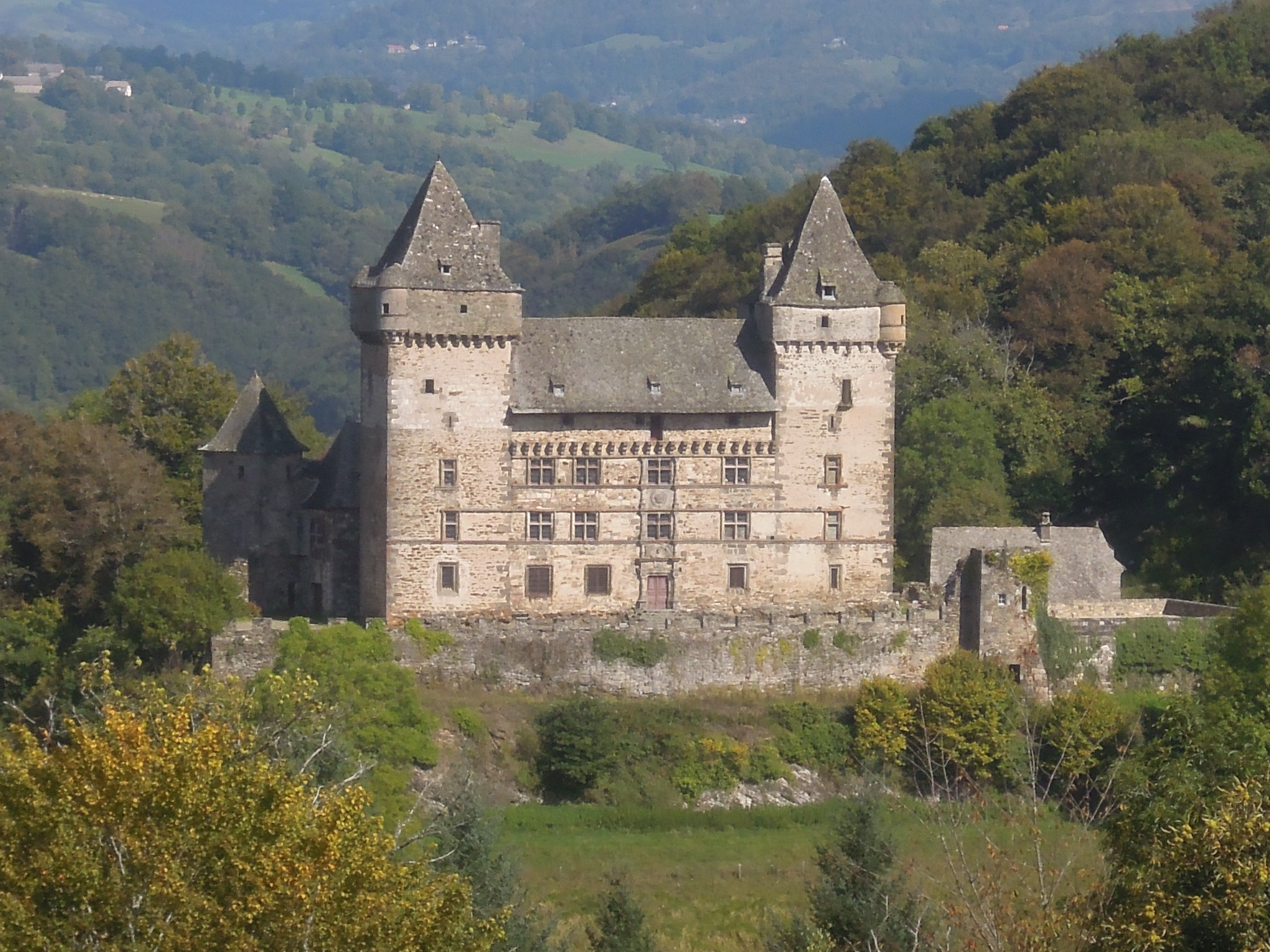
Chateau de Messilhac (Raulhac)
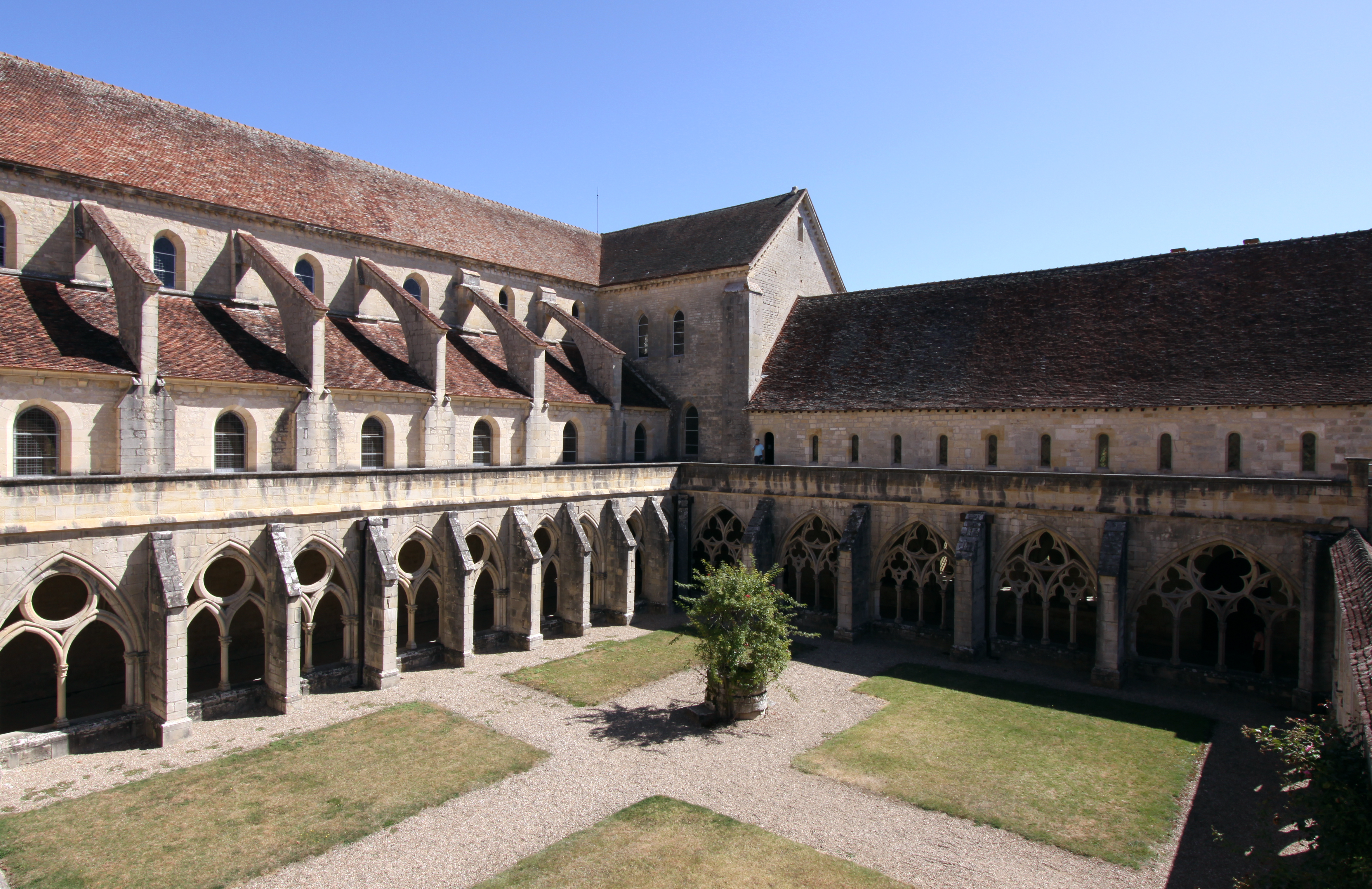
Abbaye de Noirlac (Bruère-Allichamps)
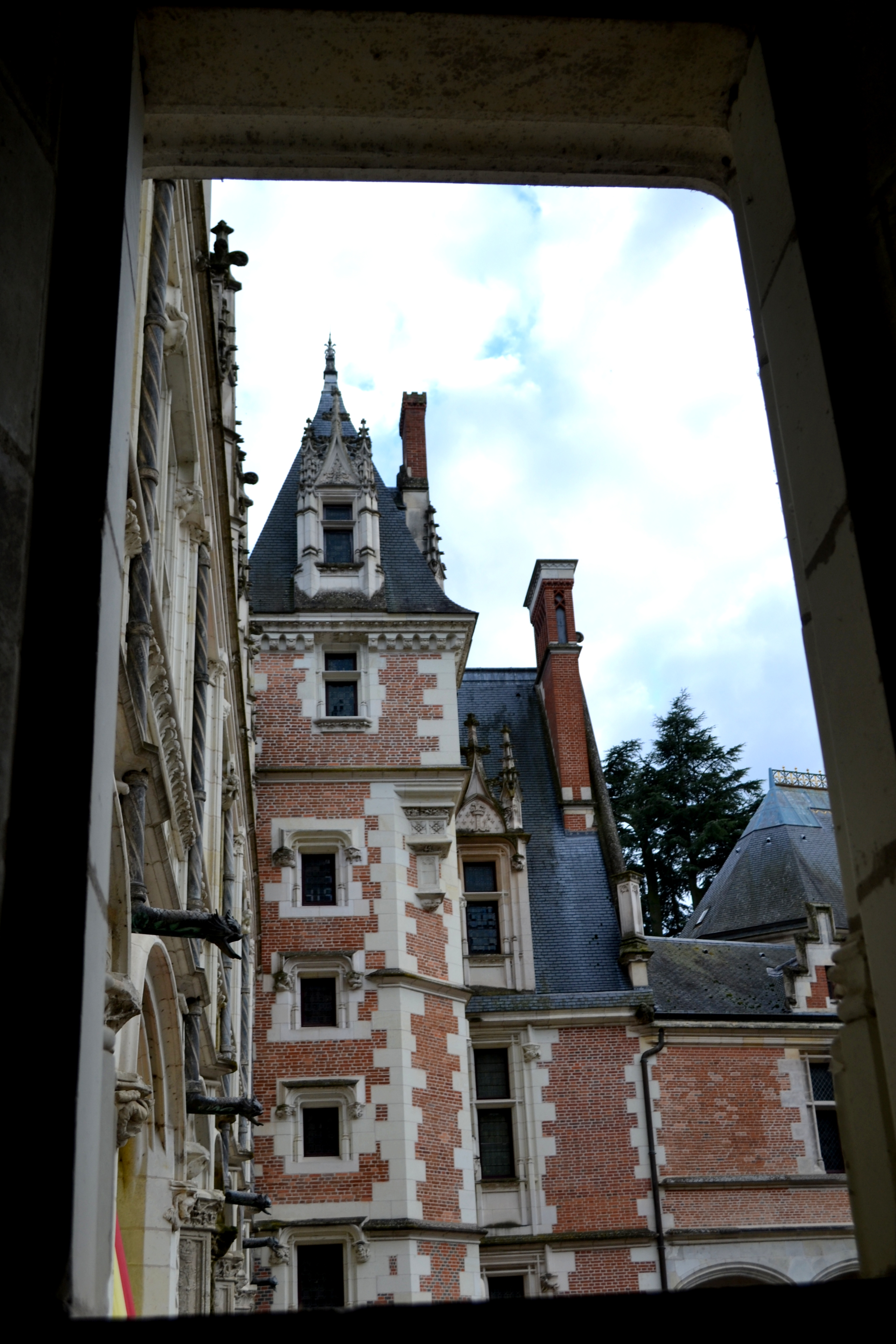
Château de Blois
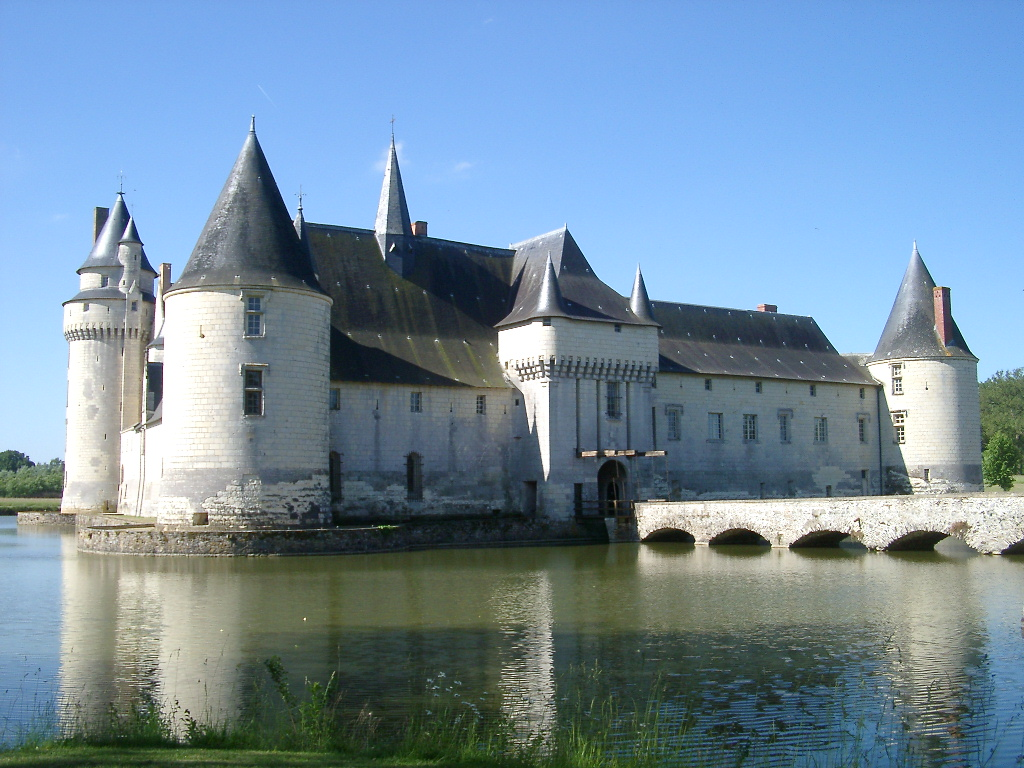
Château du Plessis-Bourré (Écuillé)

## Bande originale

### Compositeur
Le compositeur français Philippe Sarde, qui signe l'intégralité de la bande sonore de ce film, retrouve Bertrand Tavernier seize ans après avoir signé la musique du film La Fille de d'Artagnan. Ce compositeur, très intéressé par le cinéma, est souvent à la recherche de sonorités particulières où se côtoient le répertoire classique et une écriture plus contemporaine parfois proche de l'atonalité. Dans de nombreux films, sa musique combine donc différentes instrumentations assez singulières. Il est notamment connu au niveau international pour être le compositeur de la musique de La Guerre du feu, film de fiction préhistorique, réalisé par Jean-Jacques Annaud, en 1981.

### Élaboration de la bande originale

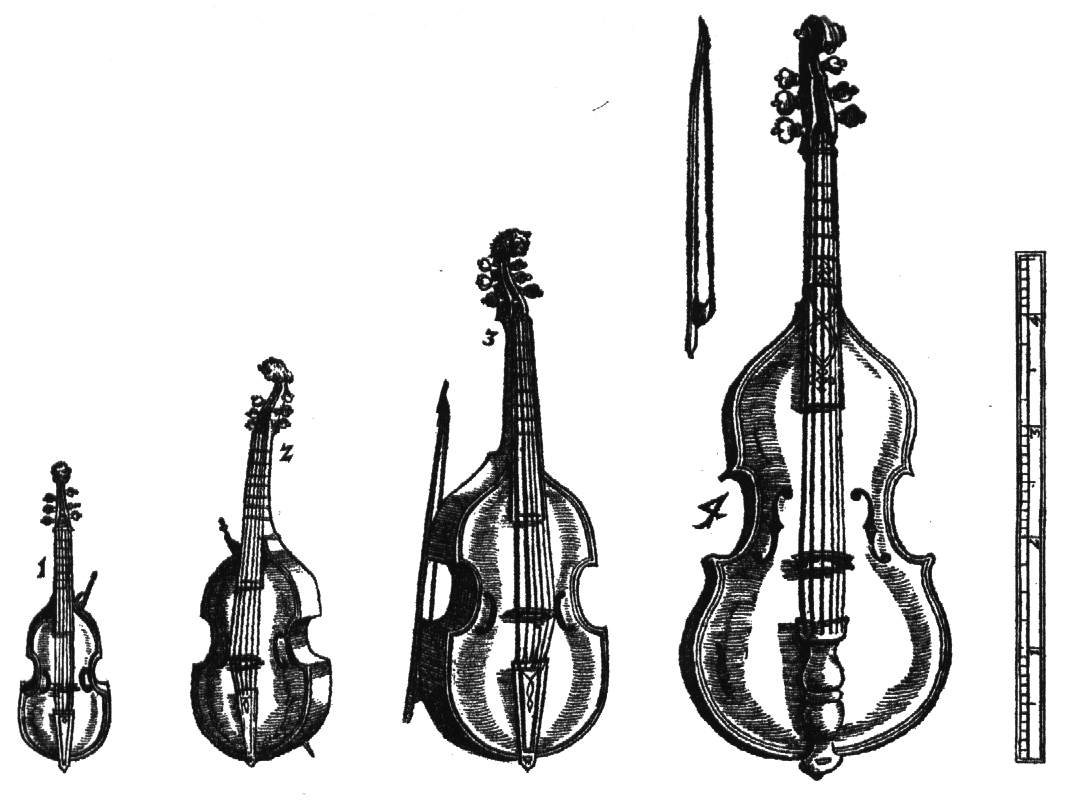
La viole de gambe est un des instruments utilisés durant l'enregistrement de la bande originale du film.

Selon les propos du compositeur Philippe Sarde, publiés par un site spécialisé sur les musiques de cinéma, le réalisateur du film désirait un accompagnement musical d'une certaine « grandeur ». Dès lors, l'idée du compositeur fut de déployer un grand thème musical autour de l'histoire d'amour, thème central du film et qui puisse aller « chercher le lyrisme très loin, très haut dans l'aigu ». Un thème propre a été écrit autour de la princesse et un autre autour du comte de Chabannes. L'usage d'instruments tels que la viole de gambe, la flûte à bec et le cornet à bouquin permet d'entretenir une atmosphère en rapport avec l'époque du film. Cependant, si l'instrumentation reste d'époque, la composition entièrement écrite par Philippe Sarde, est moderne. Interrogé le 15 mai 2021 par la revue Positif, le compositeur en a donné la raison : « J'avais peur que le film ressemble à une reconstitution […] et il m'a semblé que la musique pouvait lui permettre d'échapper à cela. […] Elle est par instant très moderne, ce qui perturbe la perception du spectateur, et certains de ces passages sont joués avec des instruments anciens ». Le compositeur reconnait par ailleurs avoir rajouté également quelques « pulsions » de jazz, en clin d'œil à Bertrand Tavernier, grand amateur de cette musique.
Les enregistrements des pièces musicales ont été effectuées sur cinq séquences dans les studios d'Abbey Road à Londres avec 25 musiciens. Durant cet exercice, Philippe Sarde a été assisté par Nic Raine qui fut, auparavant, l'ancien assistant du compositeur britannique John Barry.

### Liste des titres
| 1.    | Air de Chabanes                  | 2:08 |
| 2.    | Après la bataille                | 1:55 |
| 3.    | Sous le charme de Guise          | 2:49 |
| 4.    | La Chevauchée de Montpensier     | 3:26 |
| 5.    | Chabannes rejoint la guerre      | 2:27 |
| 6.    | Il ressemblait à Henri de Guise  | 3:48 |
| 7.    | Confession de Chabannes          | 2:34 |
| 8.    | Bataille                         | 4:08 |
| 9.    | Contre l'arbre / La Leçon        | 3:35 |
| 10.   | Réception chez les Montpensier   | 4:45 |
| 11.   | Tragique méprise                 | 2:39 |
| 12.   | Préparatifs au massacre          | 3:46 |
| 13.   | Mort de Chabannes                | 3:13 |
| 14.   | Une âme aussi fière que la vôtre | 2:14 |
| 15.   | Marie se retire de l'amour       | 3:12 |
| 47:39 |                                  |      |

## Accueil

### Box-office
| Pays ou région | Box-office      | Date d'arrêt du box-office | Nombre de semaines |
| -------------- | --------------- | -------------------------- | ------------------ |
| France         | 740 898 entrées | 16 février 2011            | 15                 |
| Total mondial  | 6 965 201 $     | -                          | -                  |

dont 237 593 entrées à Paris
- Contexte cinématographique :

Lors de sa sortie en salles, le film de Bertrand Tavernier subit la concurrence directe de trois films français diffusés durant la même période :  Les Petits Mouchoirs, film de Guillaume Canet, qui pour un budget légèrement supérieur à La Princesse de Montpensier, accueillera plus de 5 millions d'entrées, Potiche de François Ozon qui comptabilsera plus de 2 millions d'entrées pour un budget inférieur au film de Tavernier, et enfin No et moi de Zabou Breitman qui ne fera que 175 000 entrées. On peut donc évoquer un succès très mitigé pour le film de Bertrand Tavernier.

### Accueil critique
Le site américain Rotten Tomatoes propose un score de 85 % et une note moyenne de 7.0/10 à partir de l'interprétation de 66 titres de presse. En France, le site Allociné propose une moyenne des critiques de presse à 3,4/5, à partir de l'interprétation de 25 titres de presse.
Dans la presse spécialisée, l'accueil est généralement plutôt bon, notamment dans des magazines, tels que Studio Ciné Live, Télérama, le Figaroscope et Brazil. Cette dernière publication offrant la meilleure critique en considérant ce film comme « un vrai spectacle populaire, épique et profondément honnête ». Le mensuel Première est nettement plus mitigé, en évoquant, selon le critique Bernard Archour, une certaine confusion, mais il reconnaît un certain dynamisme, particulièrement dans la succession des intrigues amoureuses.
Le magazine Les Inrockuptibles présente une critique nettement plus acide en regrettant des scènes sentimentales et de batailles « lyophilisées » en ajoutant le commentaire « ni fait, ni à faire ». Mais c'est de la revue des Cahiers du cinéma que viendra la critique la plus acerbe et dénonce ce film, comme étant, selon l'article, une pièce de théâtre interprétée par « une mauvaise troupe de saltimbanques ».

## Distinctions
Entre 2010 et 2012, La Princesse de Montpensier a été sélectionné 23 fois dans diverses catégories et a remporté 3 récompenses,.

### Récompenses
- Festival du film de Philadelphie 2010 : Prix du public - Mention honorable des nouveaux films français pour Bertrand Tavernier.
- César 2011 : César des meilleurs costumes pour Caroline de Vivaise.
- Festival du Film de Cabourg - Journées romantiques 2011 : Swann d'or de la révélation masculine pour Raphaël Personnaz[52].

### Nominations
- César 2011 :
  - Meilleur jeune espoir masculin pour Raphaël Personnaz,
  - Meilleur jeune espoir masculin pour Grégoire Leprince-Ringuet,
  - Meilleure adaptation pour Jean Cosmos, François-Olivier Rousseau et Bertrand Tavernier,
  - Meilleurs décors pour Guy-Claude François,
  - Meilleure photographie pour Bruno De Keyzer,
  - Meilleure musique originale pour Philippe Sarde,
- Étoiles d'or du cinéma français 2011 :
  - Meilleure révélation masculine pour Grégoire Leprince-Ringuet,
  - Meilleure révélation masculine pour Raphaël Personnaz,
  - Meilleur compositeur de musique originale pour Philippe Sarde.
- Lumières de la presse étrangère 2011 : Meilleur acteur pour Lambert Wilson.

### Sélections
- Festival de Cannes 2010 :
  - Sélection officielle en compétition[53]
- Festival international du film de Chicago 2010 :
  - Sélection officielle en compétition
- Champs-Élysées Film Festival 2012 : Le clin d’œil à Lambert Wilson pour Bertrand Tavernier.
- Rendez-vous with French Cinema à Londres et Edimbourg 2011 : Meilleur long métrage pour Bertrand Tavernier.
- Rendez-Vous with French Cinema à New York 2011 : Films français sélectionnés pour Bertrand Tavernier.

## Analyse

### Fidélité de l'adaptation au roman
Selon l'avis de la plupart des critiques et des lecteurs de la nouvelle, cette œuvre reste assez fidèle, dans son ensemble, au récit de Madame de Lafayette, du moins dans le déroulement de l'action. Cependant, le personnage du comte de Chabannes, qui reste un témoin impuissant dans le roman, acquiert dans le film un peu plus de relief et devient un personnage nettement plus présent, plus empathique et surtout plus actif.
Au niveau sensuel, Bertrand Tavernier reste plus sage qu'au niveau du roman, et désire plus s'attacher aux coutumes de cette cour royale de la Renaissance. Le réalisateur préfère donc filmer des scènes de combats, des échanges de dialogues entre les personnages en insistant sur l'élégance vestimentaire de l'époque et au travers de décors somptueux élaborés dans des cadres choisis avec soin, éléments très caractéristiques du film qui lui permettront de recevoir son unique récompense à la 36e cérémonie des César.
Lors d'une interview, Bertrand Tavernier a reconnu avoir voulu remettre l'histoire dans un contexte nettement plus historique que ne voulait le faire l'auteur original.

« ...//... Mme de La Fayette, issue du XVIIe, écrit sur le XVIe. Sachant que le XVIIe était devenu un siècle très puritain, alors que le XVIe ne l'était pas, on a supprimé certains filtres, mais sans jamais tordre les sentiments dépeints. On retrouve alors une vérité, une nudité très excitante. »
La vie sociale de cette époque n'est pas décrite dans la nouvelle et Bertrand Tavernier n'a pas dérogé à cette règle. Cependant, de façon indirecte, il nous indique tout de même, de quelle façon, les familles aristocratiques géraient l'éducation de leurs enfants dans le respect des règles de leur caste (scène de la discussion entre Marie et ses parents au sujet de son mariage).
Par souci de respecter le cadre historique, le réalisateur et le scénariste ont bénéficié de l'assistance et du conseil de l'historien Didier Le Fur, spécialiste de la France au XVIe siècle qui, par ailleurs, accorde un entretien diffusé en bonus sur le DVD du film, pour évoquer cette période.

### Scénario et dialogues
Selon le réalisateur, le film reste assez libre dans sa construction, cependant, il présente des dialogues élaborés dans le cadre d'une certaine maîtrise de la langue française, « ni moderne ni faussement archaïque » dans l'idée originale de Madame de Lafayette mais en faisant apparaître quelques anachronismes (l'expression « au débotté » datant du XVIIIe siècle).
Les dialogues sont, en grande partie, le fruit du travail de Jean Cosmos, écrivain spécialiste d'adaptation historiques au cinéma et à la télévision qui a déjà travaillé avec Bertrand Tavernier. Ce dernier considère, d'ailleurs que ce scénariste et dialoguiste parvient à respecter certaines émotions tout en parvenant à distiller « un humour délicieux ».

## Autour du film

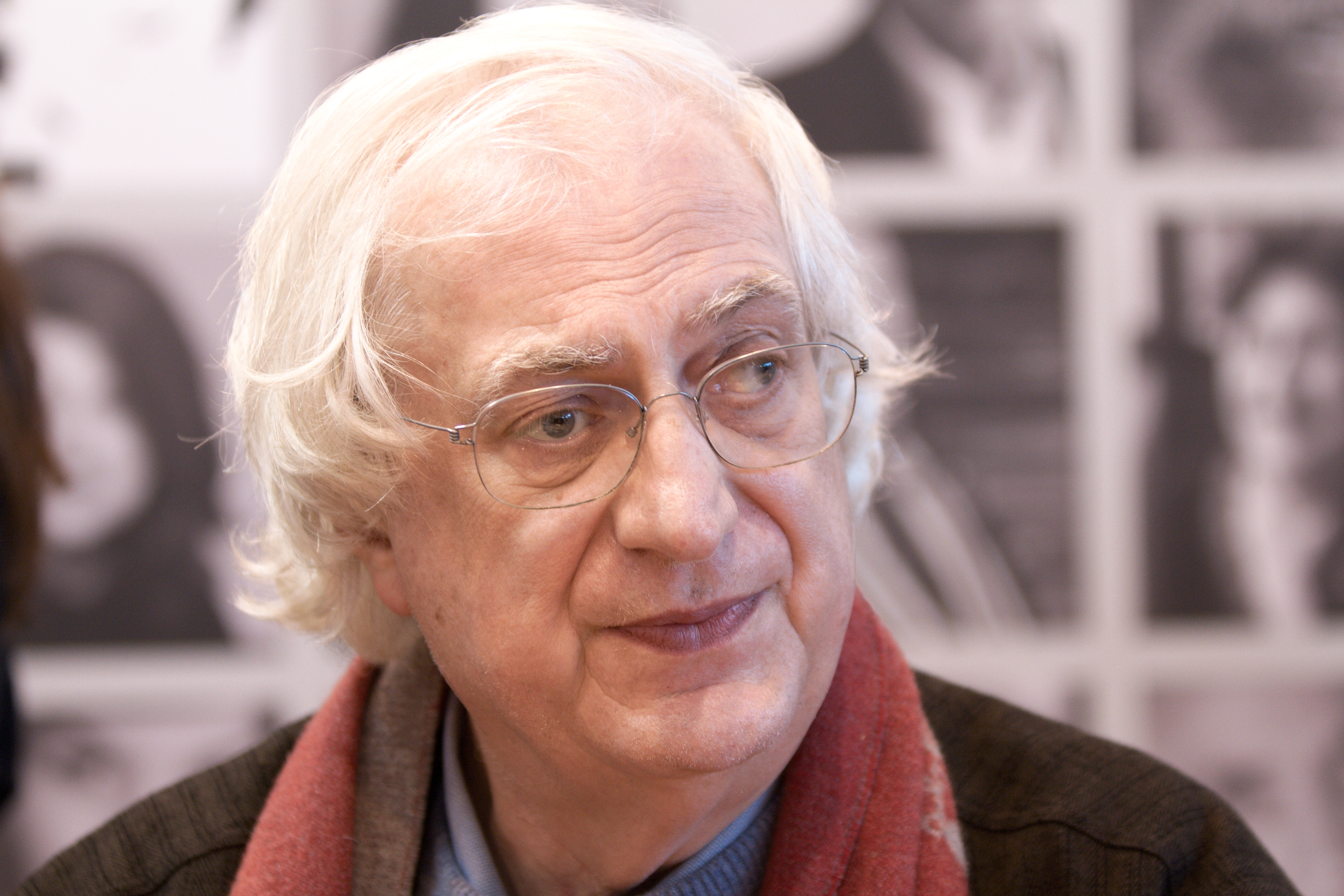
Bertrand Tavernier

### Autour de l'adaptation
Il s'agit de la première adaptation d'un roman classique pour Bertrand Tavernier et la troisième adaptation d'un film historique se situant sous l'Ancien régime, les précédents étant Que la fête commence et La Fille de d'Artagnan, dont le scénario avait déjà été élaboré en collaboration avec Jean Cosmos. Cet auteur avait également été le co-scénariste de Bertrand Tavernier pour le film Capitaine Conan. Il s'agit, aussi du premier film de Bertrand Tavernier se déroulant sous la Renaissance française.

### Autour des décors et des costumes
- Bien que non crédité au générique, l'artiste peintre et illustratrice Marie-Laurence Gaudrat, fille du co-scénariste, Jean Cosmos, déclare, sur son site, avoir participé aux décors en tant que peintre de certains tableaux du film, l'organisation et la création des décors étant, elles, assurées par l'équipe de Guy-Claude François[57].
- La costumière Caroline de Vivaise, unique professionnelle du film césarisée, recevait à cette occasion son troisième césar, après Germinal en 1994, et Gabrielle en 2006, deux autres films historiques français.

### Autour de la distribution
- Selon ses propres déclarations, c'est la première fois que Bertrand Tavernier faisait appel à un directeur de casting, en l'occurrence, Gérard Moulèvrier. Ce dernier lui a d'ailleurs permis de rencontrer l'actrice Mélanie Thierry et l'acteur Raphaël Personnaz, tous deux finalement engagés par la production[58].
- À l'origine du projet, Bertrand Tavernier avait pensé à l'acteur français Fabrice Luchini pour jouer le rôle du comte de Chabannes, mais l'acteur, n'étant pas habitué à monter à cheval, a finalement décliné l'offre. Bertrand Tavernier s'est alors tourné vers l'acteur français Lambert Wilson. En outre, Bertrand Tavernier avait engagé Raphaël Personnaz pour un rôle secondaire (celui de Nicolas) et non pour celui du comte d'Anjou, mais le départ de l'acteur Louis Garrel, pourtant choisi pour ce rôle au niveau du projet, poussa Bertrand Tavernier à proposer ce rôle à Raphaël Personnaz[59].
- L'acteur français Grégoire Leprince-Ringuet, après avoir joué le rôle du prince de Clèves dans une précédente adaptation d'un roman de Madame de Lafayette dénommé La Belle Personne, interprète le rôle du prince de Montpensier dans ce film. Il reste donc à ce jour, le seul acteur à avoir interprété deux personnages majeurs des romans de Madame de Lafayette dans une adaptation cinématographique du XXIe siècle.
- Au début du tournage, les quatre acteurs principaux (Mélanie Thierry, Gaspard Ulliel, Grégoire Leprince-Ringuet et Raphaël Personnaz) avaient tous moins de 30 ans, donnant ainsi une moyenne d'âge située entre 25 et 26 ans pour ce groupe des quatre têtes d'affiche du film, moyenne d'âge pourtant supérieure à celle des vrais protagonistes historiques de 1572 et qui était de 24 ans[60].
- Le metteur en scène Alain Sachs qui organisa des pièces du théâtre classique, notamment, le Bourgeois gentilhomme au théâtre de Paris et d'autres pièces plus contemporaines dans différents grands théâtre de Pairs, joue un petit rôle de... tavernier, dans le film.
- L'acteur français, Jean-Pol Dubois, qui joue le rôle du cardinal Charles de Lorraine, a participé, en 2003, à la distribution du téléfilm français, Saint-Germain ou la Négociation qui se déroule exactement à la même période que La Princesse de Montpensier. On y retrouve, d'ailleurs le personnage du cardinal de Lorraine, mais interprété par Philippe Noël, l'acteur Jean-Pol Dubois incarnant un autre personnage, plus secondaire.

### Autour du tournage des scènes
- C'est au cours du tournage de la seconde scène de duel entre Montpensier et Guise (lorsqu'ils sont séparés par Anjou) que l'équipe du film apprend le décès de l'acteur français, Jocelyn Quivrin[61].
- Durant une scène assez violente (probablement la même), l'acteur Grégoire Leprince-Ringuet blesse involontairement de la pointe de sa dague, l'acteur Gaspard Ulliel à la bouche[62].

### Autour des lieux de tournage
- Le château des Montpensier n'est autre que le château de Messilhac (Raulhac, Cantal)[63].
- Le château du Plessis-Bourré, situé en Maine-et-Loire, et dans lequel furent tournées certaines scènes du film, a également accueilli les équipes de tournage des films français tels que Peau d’âne de Jacques Demy, Le Bossu de Philippe de Broca, et Fanfan la Tulipe de Gérard Krawczyk.

### Adaptation à la télévision
- Sur Canal + : 2011
- Sur France télévisions : 2013
- Sur Arte : 2021

### Postérité du film
Ce film, ainsi que la nouvelle homonyme dont il est l'adaptation, a été choisi par le ministère français de l'Éducation Nationale afin de figurer dans le programme de la classe terminale de la série littéraire, pour les années scolaires 2017-2018, 2018-2019 et 2019-2020 (et figurant donc comme sujet du baccalauréat), le domaine de l'étude étant : « Littérature et langages de l'image »,

### Risque de confusion
Un autre film français, dénommé L'Échange des princesses, sorti en 2017, évoque le mariage d'une princesse de Montpensier, mais il s'agit de Louise-Élisabeth, la cinquième fille du Régent Philippe d'Orléans dont la Maison est devenue détentrice du titre des « Montpensier » en 1693. Lambert Wilson faisait également partie de la distribution.

## Éditions en vidéo
- Sortie en DVD en France :  le 8 mars 2011

Le « bonus » du DVD comprend un commentaire intégral de Bertrand Tavernier, le making of, un reportage sur le réalisateur, une interview croisée de Mélanie Thierry et de Rapahël Personnaz et, enfin, un entretien avec le conseiller historique du film.

## Voir aussi

Logo du film